# John Meredyth Lucas
John Meredyth Lucas (1 de maio de 1919 – 19 de outubro de 2002) foi um roteirista, diretor e produtor de televisão norte-americano, mais conhecido por seu trabalho na série Star Trek.

## Biografia
Lucas nasceu em Los Angeles, Califórnia, filho do ator e diretor Wilfred Lucas e da roteirista Bess Meredyth. Seus pais se divorciaram quando ele tinha oito anos, e dois anos depois ele foi adotado pelo diretor Michael Curtiz, que havia se casado com sua mãe. Ele cresceu no Sul da Califórnia, estudando em inúmeras escolas. Depois de ser expulso de uma, ele começou sua carreira em Hollywood como um aprendiz de roteirista na Warner Bros. No início da década de 1960 Lucas trabalhou como produtor de séries como Ben Casey e The Fugitive. Ele é mais lembrado por seu trabalho na série Star Trek, como produtor, diretor e roteirista. Ele permanece até hoje como a única pessoa a ser o diretor e roteirista de um episódio da franquia, "Elaan of Troyius". Posteriormente, ele trabalhou em séries como Mannix, The Six Million Dollar Man, Insight, Planet of the Apes e Logan's Run. No cinema, ele escreveu filmes como Dark City e Peking Express.
Ele foi casado com Joan Winfield de 1951 até a morte dela em 1978, eles tinham três filhos: Elizabeth, Victoria e Michael Lucas. Lucas morreu no dia 19 de outubro de 2002 de leucemia, com suas cinzas sendo lançadas ao espaço em um voo suborbital em 2007.